# 卡莱拉 (阿拉巴马州)
卡莱拉（英文：Calera），是美国阿拉巴马州下属的一座城市。面积约为24.09平方英里（约合62.39平方公里）。根据2010年美国人口普查，该市有人口11,620人，人口密度为482.34/平方英里（约合186.25/平方公里）。